# Sinhálci
Sinhálci jsou hlavní etnickou skupinou ostrova Cejlon, na němž se rozkládá stát Srí Lanka. Hovoří sinhálským jazykem, který naleží do indoárijské větve indoevropské jazykové rodiny. Celkový počet Sinhálců se odhaduje na 15 milionů, z toho zhruba 400 000 mimo Srí Lanku, hlavně v jihovýchodní Asii, na Blízkém východě a ve Spojeném království.

## Rozšíření

Procentuální zastoupení Sinhálců podle distriktů na Srí Lance, údaje ze sčítání z roku 2001 nebo 1981 (kurzívou)

Drtivá většina Sinhálců žije na Srí Lance, hlavně v jižní a západní části ostrova. Velká komunita Sinhálců se nachází v jihovýchodní Asii, kde pracují jako obchodníci. Na Blízkém východě jsou Sinhálci najímání jako zahraniční dělníci (gastarbeiteři) nebo se uplatňují jako úředníci. V menším počtu najdeme Sinhálce v Austrálii, v Evropě (hlavně Itálie a Spojené království) a v Severní Americe (části USA a Kanady).

## Kultura

### Jazyk
Společným znakem Sinhálců je jejich jazyk, který se nazývá sinhálština. Ta má dvě formy: psanou a mluvenou. Obě formy se od sebe dost liší, psaná sinhálština obsahuje více výpůjček ze sanskrtu, na druhou stranu mluvená forma vypouští časování sloves. Každá varianta jazyka má v běžném životě různé uplatnění, dá se tedy mluvit o diglosii.
Sinhálci sdílí Srí Lanku ještě se srílanskými Tamilci, na sinhálštině je tedy patrný silný vliv drávidských jazyků. Léta britské koloniální nádvlady rozšířily i vliv angličtiny na ostrově.

### Náboženství
Okolo 93% Sinhálců vyznává buddhismus. Jsou jediným národem v jižní Asii, který je věrný jeho théravádskému směru. Malý počet Sinhálců vyznává křesťanství, a to římskokatolické. Jejich centrum je ve městě Negombo.